# 普門寺
普門寺，位於台灣台北市信義區吳興街的現代建築廟宇，原本為主祀釋迦牟尼之佛教廟宇。該廟宇興建於1966年。另外，該廟宇的組織型態為管理人制，祭典日期則是每年農曆之七月十二。後來該廟宇改成道觀，供奉東華木公。